# Casa de los Azulejos
La Casa de los Azulejos o palacio de los condes del Valle de Orizaba, como también se le conoce, es un palacio ubicado en el centro histórico de la Ciudad de México, más precisamente entre las actuales calles de peatonal de Madero y la calle Cinco de Mayo. El inmueble fue construido durante la época virreinal, y se le conoce comúnmente por este nombre (más que por el título nobiliario de quienes le habitaron) debido a su cubierta de azulejos de talavera poblana que recubren la fachada exterior del edificio y hacen de esta obra una de las más bellas joyas de la arquitectura civil del barroco novohispano.
En el siglo XVIII se conocía con el nombre del Palacio Azul. Durante el periodo virreinal fue la residencia principal de los condes del Valle de Orizaba, y uno de sus descendientes ordenó revestirle todo su exterior de azulejos en el siglo XVIII, con los trabajos en cantera de los balcones y molduras, que es como llegó el edificio a nuestros días. Fue habitado por los descendientes de la familia condal hasta recién consumada la Independencia de México (comienzos del siglo XIX), cuando la propiedad fue adquirida por varios personajes destacados del país, hasta cambiarle su uso residencial, que es cuando el inmueble llegó a convertirse en la sede del conocido Jockey Club de México (1881), y posteriormente y por un breve periodo en la Casa del Obrero Mundial. También fue residencia de los Yturbe Idaroff. Desde principios del siglo XX es la casa matriz de una conocida cadena de cafés, restaurantes y tiendas departamentales en México: los almacenes Sanborns. El edificio constituye uno de los principales símbolos de la ciudad, y así mismo es, uno de los principales puntos turísticos y de referencia de sus habitantes.

## Historia del edificio

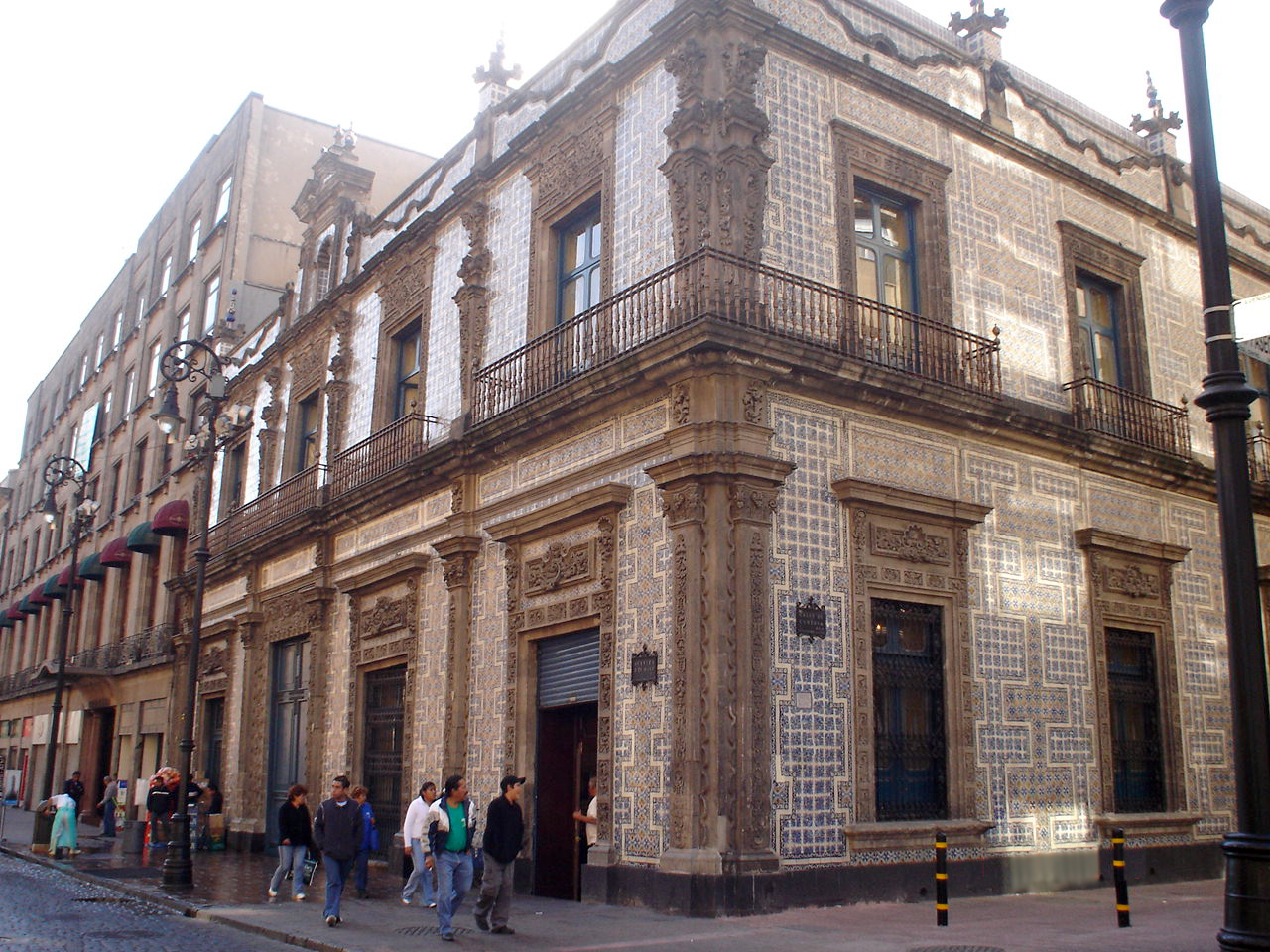
Fachada norte de la Casa de los Azulejos, la cual fue realizada en el año de 1903 con la ampliación de la calle Cinco de Mayo

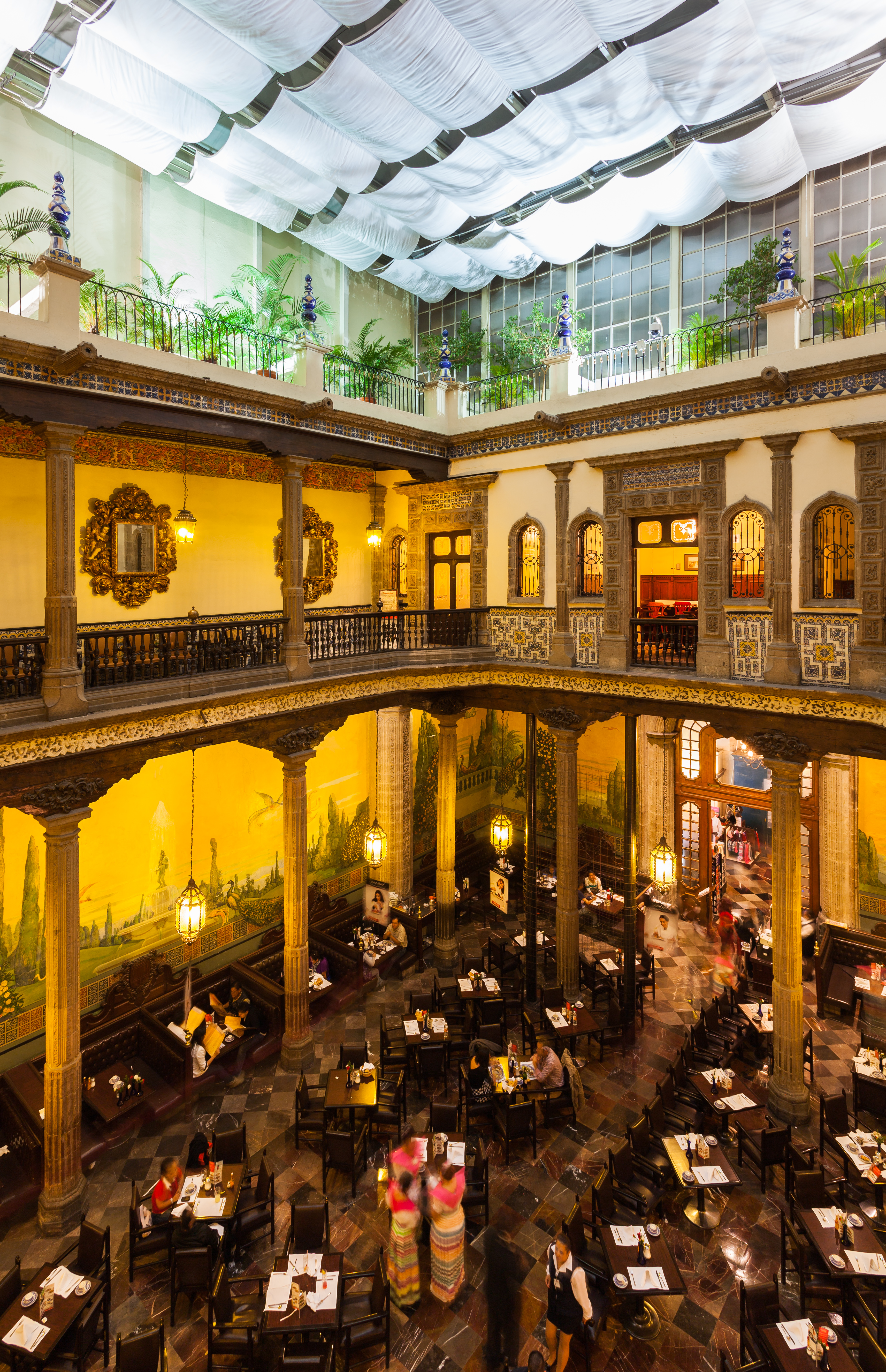
Patio interior

Se sabe que la construcción original fue levantada en el siglo XVI, y que en realidad se encuentra conformada por la unión de dos casonas señoriales de las cuales, la que se ubicaba en un principio hacia el lado Sur, era la que pertenecía, junto a la llamada Plazuela de Guardiola a un señor de nombre Damián Martínez. Dichas propiedades, aunque separadas por un callejón, se ubicaban en ese entonces frente a la ya muy transitada y comercial Calle de Plateros, exactamente frente al Convento de San Francisco el Grande de la Ciudad de México. De la historia de esta propiedad, siendo dueño Don Damián y viéndose en apuros económicos, se ven en la necesidad de vender esta y la plazuela anexa a otro señor de nombre Diego Suárez de Peredo en el año de 1596. Este señor al enviudar, se retiró a la orden religiosa de los franciscanos quienes tenían ya para ese entonces un  convento ubicado en la ciudad de Zacatecas, en donde decide retirarse y pasar el resto de su vida, dejando así la propiedad en manos de su hija, quien se casó con el segundo conde del Valle de Orizaba de nombre Luis de Vivero.
Luis era hijo del primer conde del Valle de Orizaba, [Rodribo Vivero|Rodrigo de Vivero y Aberrucia]], personaje destacado en el virreinato por su talento e instrucción, llegando a ocupar cargos importantes en el gobierno de la Nueva España, entre los que destaca el de gobernador de la Nueva Vizcaya y el de Gobernador y Capitán General de las Islas Filipinas. Don Rodrigo hereda una de sus propiedades que se encontraba anexa a la casa a su hijo (que era la casa Norte), por lo que Don Luis fue el primero de la familia en habitar las casas, las cuales ordenó unir y mandó a reparar, aunque no le dio el aspecto que actualmente posee el inmueble.
El aspecto actual del palacio no se le debe a Luis de Vivero, se le debe a uno de sus descendientes, Graciana Suárez de Peredo, quien para ese tiempo ya ostentaba el título de la séptima condesa del Valle de Orizaba, ella vivió en la ciudad de Puebla desde su casamiento hasta la muerte de su esposo, en el año de 1708, que es cuando en ese año toma la decisión de regresar a la capital del Virreinato de la Nueva España y decide hacer uso del inmueble. Entonces, para el año de 1737, viendo la condesa el estado de deterioro que tenía el palacio y otras propiedades que poseía en la ciudad, se ve en la necesidad de solicitar la reparación de todas estas, especialmente en la que fija su residencia frente a la entonces calle de Plateros, y para la cual desea embellecer no solo con el trabajo de la cantería, sino que ordena al arquitecto que la fachada del edificio sea totalmente recubierta con azulejos poblanos, cuya tarea fue encomendada al maestro Diego Durán Berruecos. Este no solamente lleva a cabo la labor solicitada, sino que realiza también los trabajos realizados en cantera labrada de los arcos, columnas, rodapiés y cornisas de puertas y ventanas, así como de las balaustradas, resaltando aún más la belleza de los azulejos en el edificio.

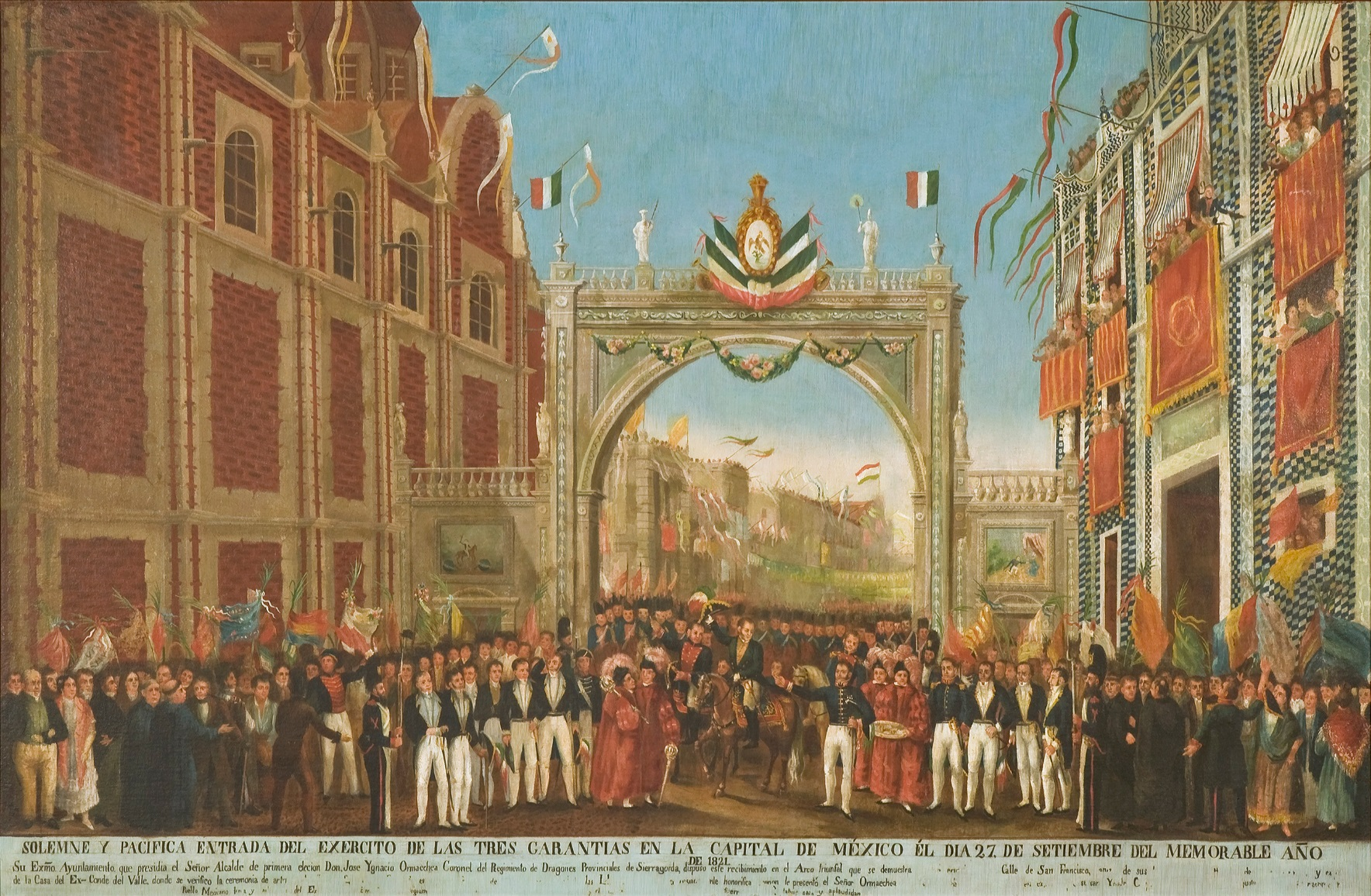
Entrada del ejército Trigarante a México, de autor anónimo. A la derecha, la Casa de los Azulejos.

Recién consumada la Independencia de México, para el 27 de septiembre del año de 1821, en que se realiza la entrada triunfal a la Ciudad de México en la todavía llamada calle de San Francisco por parte del Ejército Trigarante al mando de Agustín de Iturbide, es levantado un arco del triunfo engalanado con flores, guirnaldas y alegorías pintadas en los soportes de dicho arco que representaban al nuevo gobierno, cuya hechura y detalles fueron elaborados por artesanos de la ciudad. En ese momento se le hizo la entrega de las llaves doradas de la ciudad a Agustín de Iturbide por parte del Ayuntamiento. Tal memorable suceso fue plasmado en la acuarela titulada como la Entrada del ejército Trigarante a México, de autor anónimo. A la derecha de la obra, aparece la Casa de los Azulejos, cuyos balcones lucen engalanados por terciopelos de color carmesí.
Poco tiempo después, con la abdicación de Iturbide, los títulos Condales así como demás títulos nobiliarios que fueron otorgados por el Rey de España fueron suprimidos, por lo cual los escudos nobiliarios de las fachadas fueron borrados de los palacios y las casonas señoriales de México, y en el caso de la Casa de los Azulejos no fue la excepción, excepto del escudo nobiliario ubicado al interior y que hoy día se conserva..Este se localiza en el descanso del primer piso al final de las escalera y por debajo del mural Omnisciencia. La leyenda que se inscribe al rededor del escudo nobiliario del Conde del Valle de Orizaba del apellido Suárez de Peredo está hecho en azulejos señala: "Fuerza ajena ni le toca ni  le prende, solo su virtud le ofende".
Uno de los sucesos que acontecieron en esta casa y marcó una tragedia en sus habitantes, fue el asesinato del ex-conde Andrés Diego Suárez de Peredo, descendiente de Rodrigo de Vivero a manos del Oficial Manuel Palacios, ocurrido al bajar las escaleras del patio del palacio. Tal crimen sucedió durante el Motín de la Acordada, cuando se desató el saqueo en la ciudad. Los hechos refieren a una venganza por parte de Manuel Palacios en contra del ex-conde, quien se oponía a que Palacios tuviera una relación formal con una joven de la familia. El oficial, una vez encontrado culpable del crimen fue sentenciado a garrote vil, ejecutándose frente a la llamada Plaza de Guardiola.
La casa continuó en manos de los descendientes del Conde hasta el año de 1871, que fue habitada por la última descendiente del título del Condado del Valle de orizaba, también en ese año se decide ponerla en venta, siendo adquirida por un abogado de apellido Martínez de la Torre, el cual fue el dueño de la propiedad tan solo por seis años debido a su muerte, por lo cual el palacio es puesto en venta de nuevo pasando a manos de la familia Yturbe Idaroff, quienes fueron los últimos habitantes en darle un uso residencial al palacio.
Don Felipe de Yturbe y del Villar, deja la propiedad a su primogénito Don Francisco-Sergio de Yturbe e Idaroff, este le encomienda al arquitecto Guillermo de Heredia la realización de los trabajos de readaptación del inmueble durante la apertura de la calle Cinco de Mayo, por lo cual la parte Norte del edificio se reduce en unos veinte metros, y en el trabajo de sus respectivas fachadas se ordena cubrir con azulejos y labrado de cantera en las molduras de las ventanas, imitando el diseño original de la calle Francisco I. Madero.
El palacio perteneció a la familia Yturbe desde el año de 1878, pero todavía lo habitó hasta el año de 1881, cuando la ofrecieron en renta, pasando a formar la sede del Jockey Club de México, uno de los varios centros de reunión más exclusivos de la élite porfiriana, quien decidió ocupar tan imponente palacio en una de las avenidas más afrancesadas de la capital, que también comenzaba a transformarse. Este centro de reunión, y los famosos salones que fueron realizados dentro del inmueble, fueron inmortalizados en la obra de Manuel Gutiérrez Nájera, y en uno de sus más conocidos poemas, titulado La duquesa Job, del cual se refiere uno de los fragmentos:

"...Desde las puertas de la Sorpresa
Hasta la esquina del Jockey Club,
No hay española, yanqui o francesa,
Ni mas bonita, ni más traviesa 
Que la Duquesa del Duque Job..."

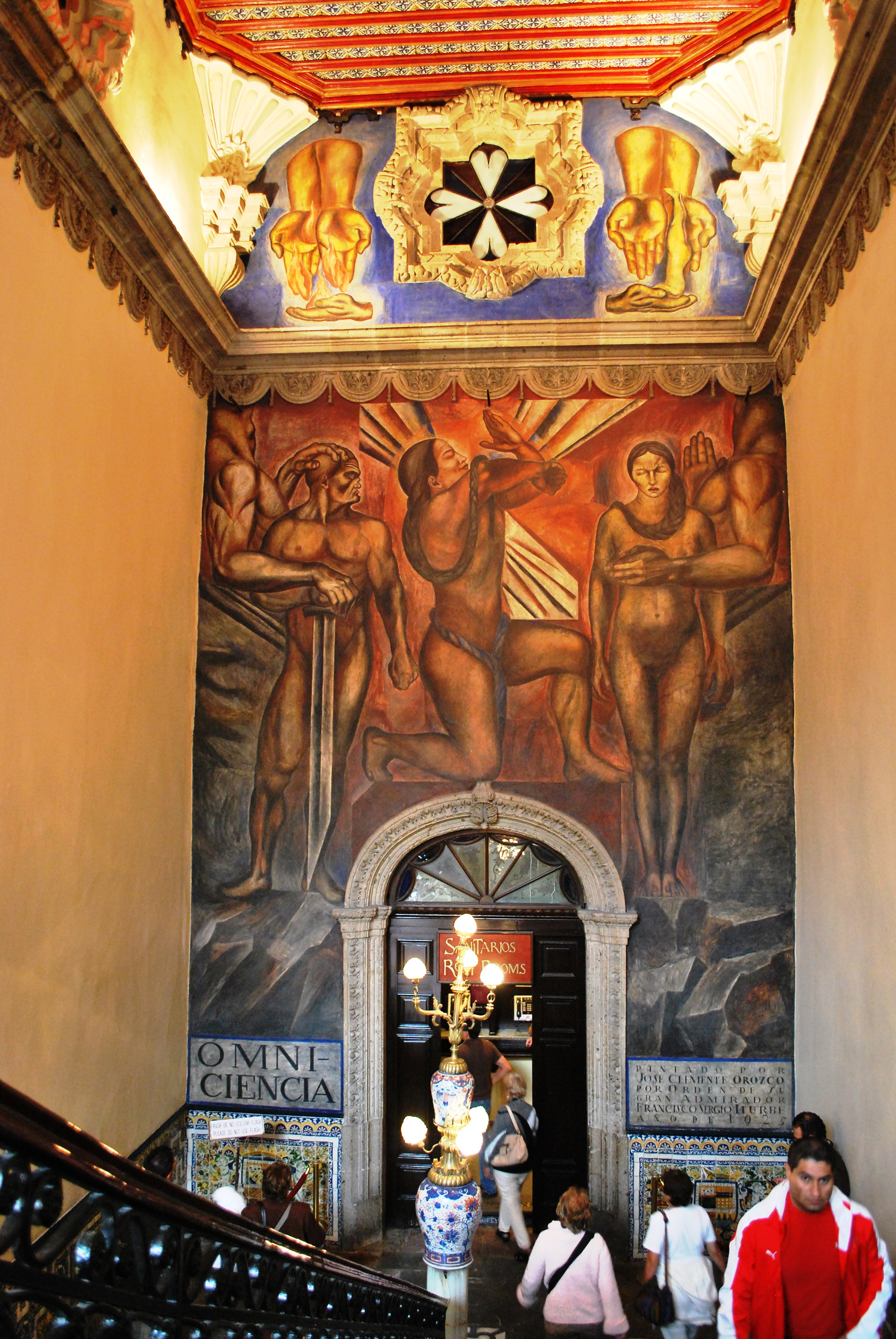
Mural titulado Omnisciencia en la pared Norte de las escaleras del palacio, realizado por el pintor José Clemente Orozco.

Durante la Revolución mexicana, en el año de 1915 se destina uno de los pisos del inmueble como la sede de la Casa del Obrero Mundial uso que se le dio por poco tiempo ya que Francisco Yturbe recuperó la propiedad a fin de no fuera dañada al darle dicho uso.
Para el año de 1917 el palacio es rentado por los hermanos Walter y Frank Sanborn para establecer en este lugar una de las cafeterías más concurridas de la ciudad en ese entonces, la cual se instaló originalmente en la calle de Filomeno Mata con un concepto innovador en la ciudad, el de una fuente de sodas y una farmacia, con el nombre de Sanborns American Pharmacy. Se le realiza entonces al palacio una readecuación de casi 2 años para adaptarlo al concepto que introdujeron a México los hermanos Sanborn y le agregan aparte un restaurante, tienda de regalos y revistas, así como una tabaquería, haciendo que desde su inauguración en el año de 1919, se convirtiera en todo un éxito y, hasta finales del siglo XX fuera uno de los restaurantes y cafés más concurridos de la ciudad.
Entre las obras de arte que alberga el palacio en su interior, destacan el mural titulado Omnisciencia del pintor José Clemente Orozco, que abarca la pared norte de las escaleras principales de acceso al segundo nivel; el mural fue solicitado por orden de su amigo y mecenas, Don Francisco-Sergio de Yturbe e Idaroff (quién fue uno de los grandes impulsores del muralismo mexicano de su época). Dicho mural muestra a una sacerdotisa arrodillada, y junto a ella se encuentran hombres alegóricos de la Voluntad y la Virtud.
Otro de los murales que sobresalen es el que se pintó en las paredes del primer nivel, y que corresponden a las paredes del patio principal, el cual lleva el título de Pavorreales, y a saber fue realizado por el artista húngaro Pacologue, que se encontraba ex-profeso en Nueva York cuando se le informó del encargo solicitado, por parte de los Hermanos Sanborn.
Para el 9 de febrero de 1931 el edificio es declarado como monumento nacional de México. Asegurando preservar el inmueble como una hermosa muestra del patrimonio de México.
Finalmente, en los años setenta el edificio fue adquirido por la cadena Sanborn's a la entonces dueña, la señora Corina de Yturbe. por lo que se decide que el palacio recibiera una reestructuración, ya que el inmueble había sido dañado por los sismos y por el asentamiento de los edificios circundantes. En años pasados se logró restaurar en el segundo nivel el salón original del Jockey Club, rescatando sus colores originales.

## Descripción del inmueble
Como se mencionó anteriormente, se sabe que la obra fue levantada en el siglo XVI y que se conforma por dos casas unificadas por acuerdo matrimonial. El aspecto actual de su fachada Sur y gran parte del patio interior, así como de la fachada de la capilla, se le debe al encargo de una de las descendientes del Conde del Valle de Orizaba, Doña Graciana Suárez de Peredo, Quinta Condesa, quien decide reparar la casa para poder habitarla, pero principalmente desea ver la fachada exterior del palacio cubierta de azulejos.
La fachada principal, que da hacia la calle Francisco I. Madero se compone de un enorme portón enmarcado por columnas y molduras trabajadas en cantera labrada con imitación de follaje, cuya pared se encuentra revestida de azulejos; dicho portón se encuentra rematado por un balcón, de dimensiones mayores a los laterales, cuyas columnas y molduras se encuentran trabajadas también en cantera, de igual forma con imitación de follaje; consta el balcón de un barandal de hierro forjado sujetado al remate en cantera de las columnas que enmarca el portón, y de igual forma las paredes se encuentran revestidas de azulejos. El remate del balcón lo conforma un nicho coronado por un pequeño frontón triangular, también trabajado en cantera con imitación de follaje, con roleos y molduras curvas a los lados que descansan en pináculos que se encuentran realizados en talavera, el pretil que sirve como remate se haya cubierto por azulejos.
El interior a pesar de haber sufrido varias modificaciones para adaptarlo a variados usos, no es por tal motivo menos digno de admirarse. Destaca principalmente el gran patio central, de influencia mudéjar que, como ya se hizo mención, fue adaptado para su uso como patio del restaurante, destacando sus esbeltas y grandes columnas estriadas intercalando un saliente de follaje trabajo en la cantera. Dichas columnas sostienen las vigas de madera de los corredores y columnas del segundo piso. Los corredores todavía conservan la reja original, de hierro forjado, que se dice procede de China.
Otro de los elementos que destaca es la escalera, de la cual los guardapolvos, tableros y lambrines se encuentran también recubiertos de azulejos, así como el techo de la misma, en la que destacan los azulejos entre las pesadas viguerías.
No menos dignos de atención, son los salones ubicados en el primer nivel, uno de ellos, el que corresponde al salón principal del Jockey Club, el cual fue restaurado, recobrando los trabajos de las molduras y yeserías tanto de las paredes como del techo. Así también, destaca el elevador, uno de los primeros en la ciudad.

## Leyendas
Existe otra versión popular sobre la construcción de la 'Casa de los azulejos. Dicha conseja señala, según la versión de Luis González Obregón, que uno de los descendientes del Conde de Orizaba, joven confiado en sus riquezas heredadas y dedicado en entrega al despilfarro y a la vida mundana, en lugar del trabajo y los negocios de la familia, fue en varias ocasiones severamente reprendido por su padre, el cual desesperado ante varias llamadas de atención solo le bastó con decirle al joven la siguiente frase:

"Hijo, así nunca llegarás lejos, ni harás casa de azulejos..."

Y parece que tal consejo asentó en la mente del joven heredero, quien cambió su modo de vida hacia uno más responsable, y para demostrar a su padre su madurez y esfuerzo, reparó y levantó la propiedad recubriendo la fachada completa en azulejos.
Otra leyenda no acaecida dentro del palacio, sino en el callejón contiguo, nombrado De la Condesa, hace referencia a dos personajes, ambos Hidalgos y ambos habían entrado por cada extremo de dicho callejón en sus respectivos carruajes, que una vez encontrándose ahí ninguno quiso retroceder, argumentando el título que poseían y el desagravio que cada uno causaría a sí mismo si fuese a echar marcha atrás. Los dos pasaron dentro de sus carruajes sin alimento y sin moverse 3 días y tres noches, llegando tal suceso a ser tan comentado entre la población. Afortunadamente el supuesto desagravio no llegó a duelo alguno entre los dos Hidalgos, pero sí a oídos del Virrey en turno, quien dispuso que cada Hidalgo retrocediera con su respectivo carruaje hasta las entradas del callejón, uno hasta la entonces Plazuela de Guardiola y el otro hasta la Calle de San Andrés.